# Эврика! Журнал
«Эврика! Журнал» — российский сайт в формате научно-популярного блога, работает на платформе Wordpress. В блоге, рассказывающем «о науке без звериной серьёзности», размещается мультимедийная информация о событиях и открытиях в мире науки, различные образовательные материалы.

## Содержание
Блог примерно на три четверти состоит из медиа-контента (фото, видео) с небольшими авторскими комментариями, ещё около четверти заметок посвящена мероприятиям проекта «Эврика», частью которого является сайт, а также событиям новосибирского Академгородка, истории развития науки в Сибири и в России.
По состоянию на 4 ноября 2018 года на сайте опубликовано около 1476 заметок.

## Награды
- Премии «Лучший тематический блог» и «Блог года» по итогам конкурса сибирских блогов Blogbest 2012.[1]
- Премия прессы «Искра» в номинации «Лучший блог» 2013 года.[2]

## Научное кафе «Эврика!»
Изначально сайт создан в поддержку развития научного кафе «Эврика!» — дискуссионной платформы, направленной на усиление взаимодействия в научном сообществе региона. Встречи транслируются с помощью веб-камер в популярных социальных сетях, а записи и подкасты размещены на сайте «Эврика! Журнал» в рубрике «Научное кафе».